# Luis Vega
Luis Vega (ur. 16 lipca 1960) – hiszpański matematyk, od 1995 profesor Uniwersytetu Kraju Basków. Zajmuje się równaniami różniczkowymi cząstkowymi, analizą fourierowską i fizyką matematyczną.

## Życiorys
Stopień doktora uzyskał w 1988 na Uniwersytecie Autonomicznym w Madrycie, gdzie rozpoczął też karierę zawodową. Od 1993 związany z Uniwersytetem Kraju Basków, od 2013 także z Basque Center for Applied Mathematics (BCAM).
Swoje prace publikował m.in. w „Journal of Functional Analysis”, „Communications in Mathematical Physics”, „Duke Mathematical Journal”, „Communications on Pure and Applied Mathematics” i „Mathematische Annalen” oraz najbardziej prestiżowych czasopismach matematycznych świata: „Journal of the American Mathematical Society” i „Inventiones Mathematicae”. Redaktor m.in. „Journal of the European Mathematical Society”, „Revista Matemática Iberoamericana” i „Journal of Fourier Analysis and Applications”.
W 2006 roku wygłosił wykład sekcyjny na Międzynarodowym Kongresie Matematyków w Madrycie, a w 2019 na konferencji Dynamics, Equations and Applications (DEA 2019). 
Laureat Blaise Pascal Medal z 2015, w 2014 zdobył prestiżowy ERC Advanced Grant. Członek Real Academia de Ciencias Exactas, Físicas y Naturales i Academia Europaea.